# Epiplema ferraria
Epiplema ferraria är en fjärilsart som beskrevs av Walker 1861. Epiplema ferraria ingår i släktet Epiplema och familjen Uraniidae. Inga underarter finns listade i Catalogue of Life.